# Judith Belinfante

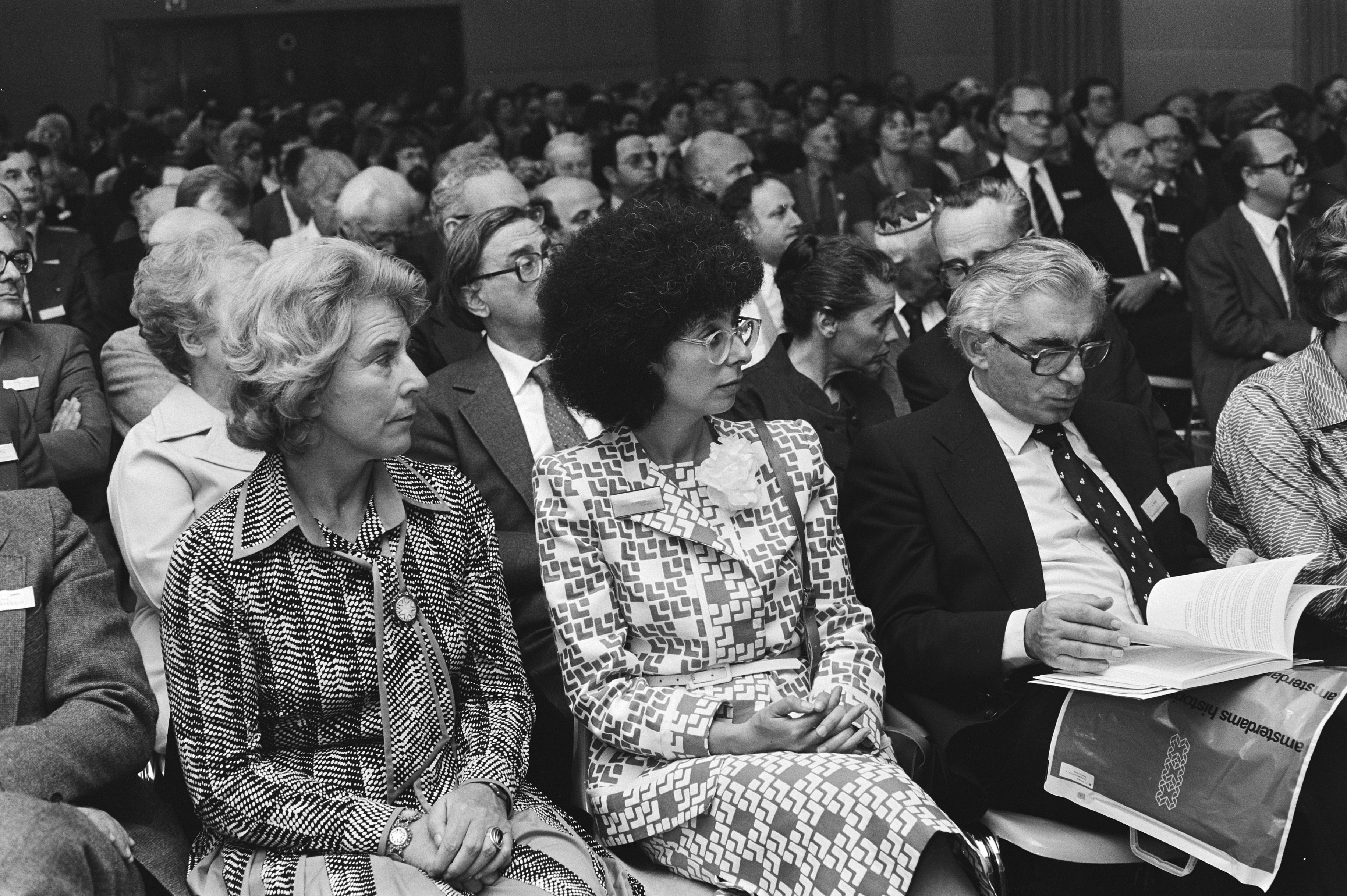
Belinfante tussen Gardeniers en Polak (1980)

Judith Clara Engelina Belinfante (Voorburg, 19 juni 1943) is een Nederlands historica, schrijfster en voormalig politica van de PvdA.

## Levensloop
Belinfante werd geboren als dochter van Hester Goudeket en Guus Belinfante, die raadadviseur was bij het ministerie van Justitie en later hoogleraar werd aan de Universiteit van Amsterdam. Haar grootmoeder was de schrijfster Marianne Philips, haar broer Joost Belinfante werd bekend als een der leiders van de folkband CCC Inc. en schaduw-bandlid van Doe Maar.
Belifante werd geboren terwijl haar ouders ondergedoken zaten. Het vroegere dienstmeisje van de familie Lien Oosthoek gaf Belinfante aan als haar eigen dochter en voedde haar de eerste twee jaar op. Na de oorlog werd ze definitief herenigd met haar ouders. Belifante zou Oosthoek altijd blijven beschouwen als haar "tweede moeder".
Belinfante doorliep het Haags Montessori Lyceum in Den Haag en studeerde daarna van 1962 tot 1969 Moderne geschiedenis aan de Universiteit van Amsterdam. Na haar studie kwam ze in dienst als conservator bij het Joods Historisch Museum in Amsterdam, waar ze in 1976 benoemd werd tot directeur. Onder haar leiding werd het museum op de kaart gezet. In 1998 kwam ze via een tiende plaats als hoogste nieuwkomer in de PvdA-Tweede Kamerfractie binnen. Ze werd direct in het fractiebestuur gekozen als fractiesecretaris personeel. Die moeilijke positie had een negatieve invloed op haar functioneren als Kamerlid. Als woordvoerster voor cultuur opereerde zij bovendien minder gelukkig bij de behandeling van de cultuurnota van haar partijgenoot Van der Ploeg. Daarom kwam er al na vier jaar een einde haar lidmaatschap, waarna zij terugkeerde naar de cultuursector.
Per 1 juli 2003 werd Belinfante benoemd tot hoofdconservator van de Bijzondere Collecties van de Universiteit van Amsterdam (UvA). Zij was actief betrokken bij de verhuizing van de Collecties naar een nieuw pand aan de Oude Turfmarkt. Het pand werd op 11 mei 2007 geopend door koningin Beatrix. In december 2008 ging zij met pensioen.
Belinfante bekleedt tal van functies. Van 1987 tot 1991 was ze voorzitter van het Nationaal Comité Herdenking en Viering 4 en 5 mei.

## Publicaties (in boekvorm)
- Uit de onderwereld. Naar de bovenwereld / M10 Boeken, 96p. 2024.
- Amsterdam in de wereld - De wereld in Amsterdam / [concept tentoonstelling: Judith Belinfante ... et al. [Amsterdam: Universiteitsbibliotheek, Bijzondere Collecties], 2007. Loopgidsje bij gelijknamige tentoonstelling in de Bibliotheek van de Bijzondere Collecties, Oude Turfmarkt 129, Amsterdam.
- Bijzondere collecties naar een nieuwe bibliotheek / fotogr. Bettina Neumann; [samenst. en red.: Mathieu Lommen; tekst Judith Belinfante ... et al.]. Universiteitsbibliotheek van Amsterdam. Bijzondere Collecties. Zwolle: Waanders, cop. 2007. Uitg. t.g.v. de opening van de nieuwe huisvesting van de Bijzondere Collecties, 11 mei 2007.
- Universitaire collecties in Nederland: nieuw licht op het academisch erfgoed / samenst. [en red.] Tiny Monquil-Broersen; [eindred. Ellen Stoop ... et al. ; auteurs Judith Belinfante ... et al. ; fotogr. Peter Rothengatter ... et al.]. Zwolle : Waanders, cop. 2007. Uitg. in samenw. met Stichting Academisch Erfgoed.
- Ontwerper & opdrachtgever: Harry N. Sierman & Querido, Reynoud Homan & Wim Quist, Irma Boom & Paul Fentener van Vlissingen / [samenstelling, tekst en interviews: Mathieu Lommen; tekstbijdragen: Judith Belinfante ... et al. ; fotogr.: Iman Heystek ... et al.]. Amsterdam : Universiteitsbibliotheek Amsterdam, 2005. Publ. bij de gelijknamige tentoonstelling in de Universiteitsbibliotheek Amsterdam van 11 februari t/m 29 april 2005.
- Bijzonder boek: bijzondere collecties / [teksten: Judith Belinfante ... et al. ; eindred. Jos Biemans ... et al.]. Amsterdam: Universiteitsbibliotheek Amsterdam, 2004.
- IQ en EQ: Amsterdam als culturele universiteitsstad / Judith C.E. Belinfante. Amsterdam: Vossiuspers AUP, 1998. Rede uitgesproken bij de opening van het Academisch Jaar 1998/1999.
- De gelykstaat der Joden: inburgering van een minderheid / onder red. van Hetty Berg ; met bijdragen van Judith C.E. Belinfante ... [et al.]. Amsterdam : Joods Historisch Museum. Zwolle: Waanders, [1996]. Uitg. ter gelegenheid van de gelijknamige tentoonstelling in het Joods Historisch Museum te Amsterdam van 7 juni tot en met 24 november 1996.
- Een glimp van de eeuwigheid: miniaturen / Judith Belinfante. Baarn: De Prom, 1996.
- Gids Joods Historisch Museum = Guide Jewish Historical Museum / [auteurs/authors: Judith C.E. Belinfante, Julie-Marthe Cohen, Edward van Voolen ; red./ed. by: Julie-Marthe Cohen ; vert./transl.: Sammy Herman]. Amsterdam : Museumshop Joods Historisch Museum, cop. 1995.
- Jodenvervolging in Amsterdam 1940-45 / [samenstelling en teksten tentoonstelling/brochure: Judith C.E. Belinfante, Peter Buijs en Bernadette van Woerkom]. Amsterdam: Joods Historisch Museum, cop. 1993.
- The Esnoga: a monument to Portugese-Jewish culture / Judith C.E. Belinfante ... [et al. ; ed.: Martine Stroo ... et al.; final ed.: Martine Stroo; transl. from the Dutch by John Rudge ... et al.]. Amsterdam : D'ARTS, 1991. Vert. van: De Snoge: monument van Portugees-Joodse cultuur, 1991.
- De Snoge: monument van Portugees-joodse cultuur / Judith C.E. Belinfante ... [et al. ; red.: Martine Stroo ... et al. ; eindred.: Martine Stroo]. Amsterdam : D'ARTS, 1991.
- Die Welt der Anne Frank: Frankfurt 1929-1945 Bergen-Belsen [und] Charlotte Salomon, Berlin 1917-1943 Auschwitz: [Reden zu den Ausstellungseröffnungen] / Berlin: Akademie der Künste, 1986. Anmerkungen zur Zeit; 26.
- Zingt tot de Eeuwige een nieuw lied: veranderende traditie: de positie van de vrouw in het Jodendom tot en met 2 november 1986; Joods Historisch Museum / [samengest. door: Judith Belinfante, Judith Frishman; teksten: Judith Frishman]. [Amsterdam: Joods Historisch Museum], [1986]. Titel (en tekst) ook i.h. Eng.: Sing to the Eternal One a new song.
- Veranderend zionisme: Palestina, Israel en Nederland, 1897-1983 / [red. Hans de Bruijn; teksten: Judith Belinfante, Joël Cahen, Edward van Voolen]. Amsterdam: Joods Historisch Museum, 1983. Catalogus van de gelijknamige tentoonstelling in het Joods Historisch Museum, Amsterdam.
- Museum in wording: stand van zaken rond de restauratie van het synagogencomplex aan het Jonas Daniël Meijerplein / Judith C.E. Belinfante [en] Edward van Voolen. [Amsterdam], [1982].
- Joods Historisch Museum = Jewish Historical Museum / Judith C.E. Belinfante; [vert. door Gary Schwartz]. Haarlem: Enschedé, 1978. Nederlandse musea; 3. Dutch museums; 3.
- Spinoza: troisième centenaire de la mort du philosophe, Paris, Institut neérlandais, mai-juin 1977 / [catalogue par Judith C.E. Belinfante ... et al.]. Paris : Institut Neérlandais, 1977. Tentoonstellings-catalogus: UB Amsterdam, 22 febr.-1 april 1977; Institut Neérlandais, Paris, mai-juin 1977. Vert. van: Wie was Spinoza?
- Wie was Spinoza?: feit en fictie rond een zeventiende-eeuws denker: herdenkingstentoonstelling, Universiteitsbibliotheek Amsterdam, 22 februari – 1 april 1977 / [catalogus, samenst.: Judith C.E. Belinfante, J. Kingma [en] A.K. Offenberg. Amsterdam: Universiteitsbibliotheek Amsterdam, [1977].

- Bibsys: 14005908
- Bibliothèque nationale de France: cb12589010f (data)
- Digitale Bibliotheek voor de Nederlandse Letteren: beli003
- Gemeinsame Normdatei: 172485118
- International Standard Name Identifier: 0000 0001 2131 4525
- Library of Congress Control Number: n81066556
- Nationale Bibliotheek van Tsjechië: zmp2016919138
- Nationale Bibliotheek van Israël: 987007258467305171
- Nederlandse Thesaurus van Auteursnamen: 07396770X
- Parlement.com: vg09lljso4z8
- Système universitaire de documentation: 224265687
- Virtual International Authority File: 47482529
- WorldCat: E39PBJj8TdWjvJMTdCtcM3DQbd